# Beaufortain
Beaufortain [bófortén] je pohoří ležící na východě Francie v oblasti Savojsko blízko italských hranic. Tento poměrně malý masiv (1700 km²) leží ve stínu blízkého Mont Blancu. Hory skupiny Beaufortain jsou charakterizovány množstvím pěkně tvarovaných štítů, vysoko položenými plesy a jezery a jedinečnými horskými scenériemi. Nejvyšším vrcholem je Roignais (2999 m).

## Poloha
Jih a jihovýchod masivu je vymezen dolinou Tarentaise, v které teče řeka Isere. Jihozápadní hranice pohoří je dána spojnicí měst Albertville - Môuters. Ze severu ohraničuje skupinu Beaufortain tok řeky Doron a silnice stoupající z Albertville do silničního sedla Cormet de Roselend (1968 m).

## Geologie
Na severu a západě je území tvořeno především krystalickými horninami jako jsou břidlice či žula a jihovýchodě se nacházejí vyzdvižené, mocné vrstvy sedimentárních hornin (vápenec).

## Vrcholy
- Roignais (2995 m)
- Aiguille du Grand Fond (2920 m)
- Pointe de la Terrasse (2881 m)
- Grande Parel (2725 m)
- Pierra Menta (2714 m)
- Aiguilles de la Penaz (2688 m)
- Grand Mont (2686 m)
- Crêt du Rey (2633 m)
- Tête de la Gicle (2552 m)
- Crête des Gittes (2538 m)
- Mont Coin (2539 m)
- Mont Joly (2525 m)
- Aiguille Croche (2487 m)

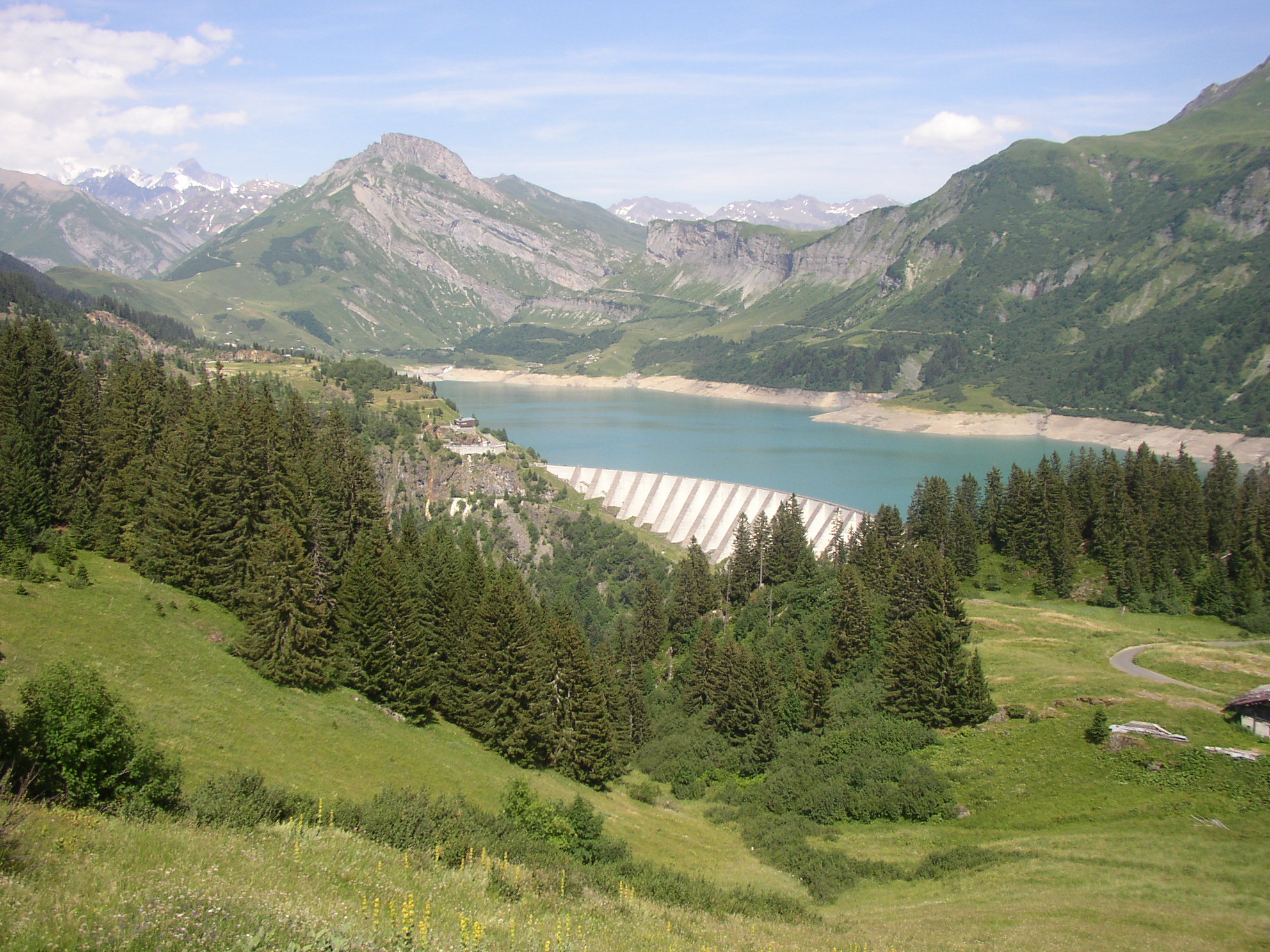
Hory v okolí Lac de Roselend

- Pointe de la Grande Journée (2462 m)
- Mont Mirantin (2460 m)

## Turismus

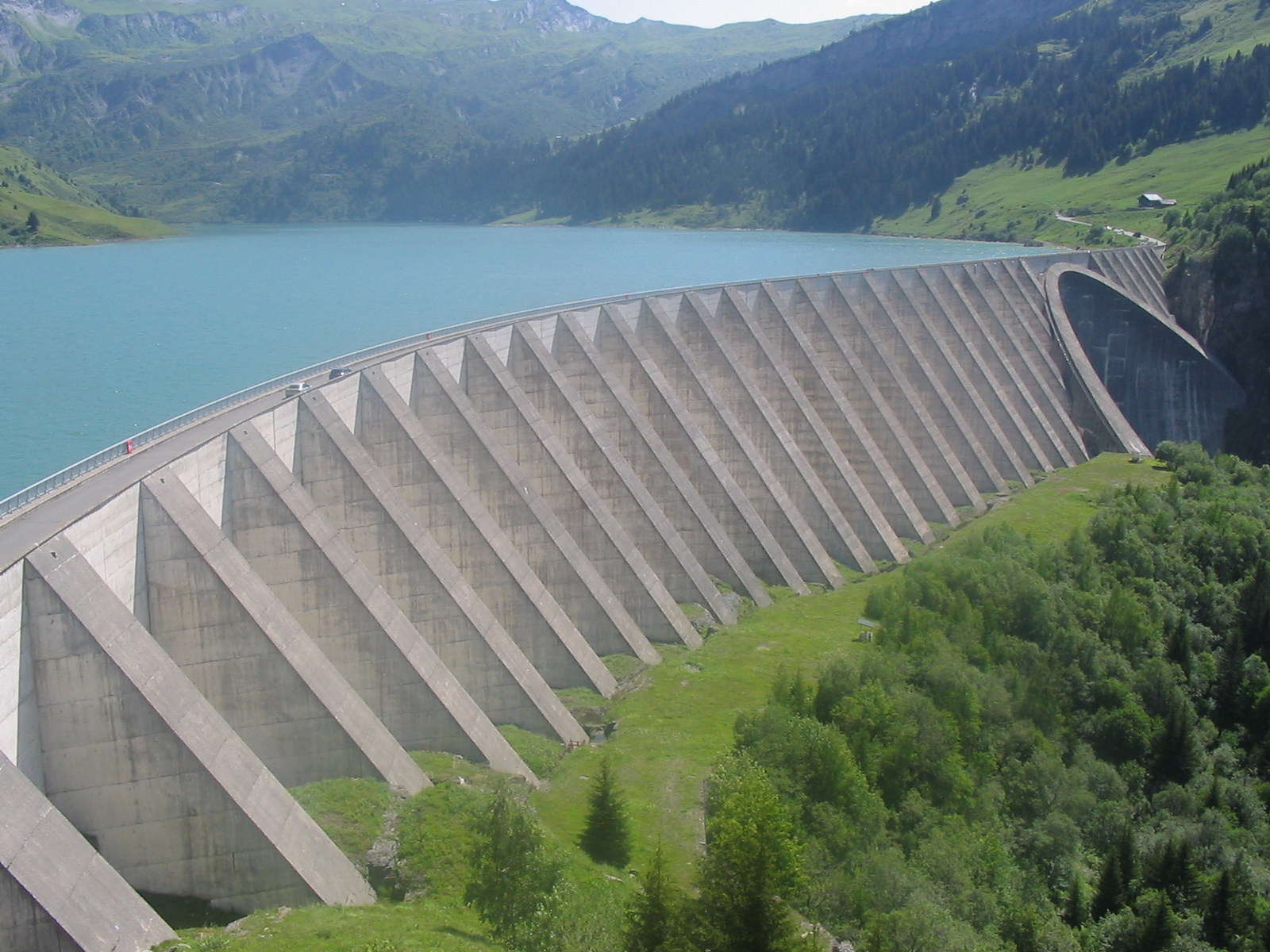
Přehradní jezero Lac de Roselend

Výchozím bodem pro turistiku v horách je především město Beaufort (743 m), které se nalézá na severu území, 19 km západně od sedla Cormet de Roselend. Nejvyšší vrchol je Roignais je dostupný z města Bourg-Saint-Maurice. Turisticky nejvyhledávanější kouty pohoří jsou v okolí jezera Lac du Roseland, odkud se nabízí výhled na horu Mont Joly (2525 m) ležící na severu území. Hora poskytuje výborný výhled na Mont Blanc.

### Turistická centra
- Arêches-Beaufort (1055 m)
- Contamines-Montjoie
- Megève
- Notre-Dame-de-Bellecombe
- Praz-sur-Arly
- Saint-Gervais-les-Bains
- Saisies (jedno z míst konání Zimních olympijských her v r. 1992)

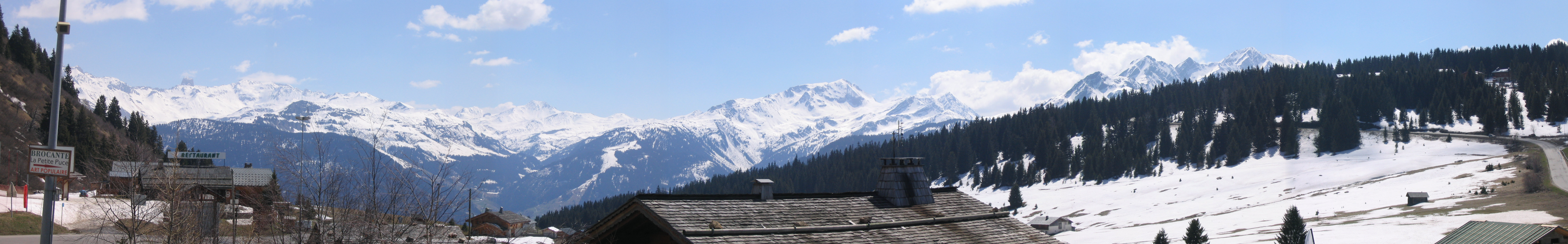
Panorama ze sedla Col des Saisies